# Halton Castle (Northumberland)

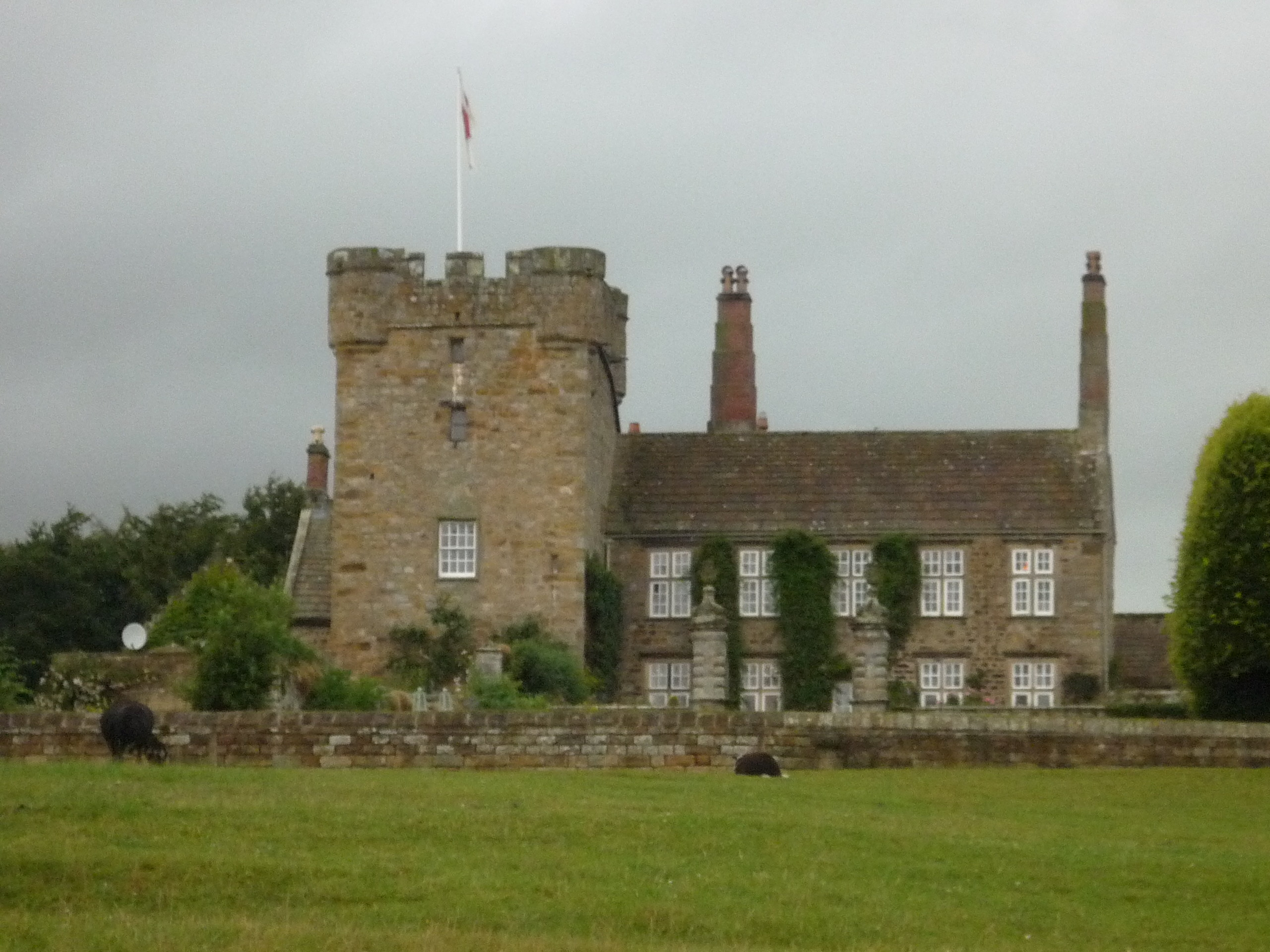
Halton Castle

Halton Castle ist ein Peel Tower nördlich des Dorfes Corbridge in der englischen Grafschaft Northumberland. Der von English Heritage als historisches Gebäude I. Grades gelistete Turm steht in der Nähe des Hadrianswalls.
Der Turm wurde erstmals 1382 urkundlich erwähnt und steht heute noch. Er hat vier Stockwerke und einen Keller mit steinernem Gewölbe. Im 15. Jahrhundert wurde ein Herrenhaus nördlich an den Turm angebaut, wodurch das gesamte Gebäude einen T-förmigen Grundriss erhielt. Um das Jahr 1696 ließ der damalige Eigentümer John Douglas einen großen Teil dieses Gebäudes abreißen und durch das heutige Haus mit fünf Jochen ersetzen.
1757 heiratete die Erbin von Halton Castle, Anne Douglas, Sir Edward Blackett, 4. Baronet, und so wurde und blieb die Burg das Heim der Familie Blackett.